# 1971 في فنزويلا
فيما يلي قوائم الأحداث التي وقعت خلال عام 1971 في فنزويلا.

## رياضة
- 1 يناير – الدوري الفنزويلي الممتاز 1971 الفائز نادي كارابوبو.

## مواليد

### يناير
- 1 يناير – مونيكا لي
- 11 يناير – أليكس ديلغادو لاعب كرة قاعدة فنزويلي.
- 31 يناير – باتريسيا فيلاسكيز

### أبريل
- 29 أبريل – ليوبولدو لوبيز سياسي فنزويلي.

### مايو
- 18 مايو – ريتش غارسيس لاعب كرة قاعدة فنزويلي.

### يوليو
- 21 يوليو – خوسيه فرنسيسكو غونزاليس لاعب كرة قدم فنزويلي.

### أغسطس
- 5 أغسطس – كارلوس بوليدو لاعب كرة قاعدة من الولايات المتحدة الأمريكية.
- 16 أغسطس – تيوفيلو رودريغيز
- 24 أغسطس – بياتريس هيلينا راموس
- 28 أغسطس – خورخي رييس ممثل فنزويلي.
- 29 أغسطس – هنري بلانكو لاعب كرة قاعدة فنزويلي.

### سبتمبر
- 29 سبتمبر – إيدي دياز لاعب كرة قاعدة فنزويلي.

### أكتوبر
- 27 أكتوبر – حزقيال كارلوس ألاركون ممثل فنزويلي.

### ديسمبر
- 24 ديسمبر – أليكس كابريرا

## وفيات

### فبراير
- 20 فبراير – فيدال لوبيز (مواليد 1918) لاعب كرة قاعدة فنزويلي.